# Vægtløftning under sommer-OL 2020 - 59 kg (damer)
Kvinders 59 kg vægtklasse i vægtløftning ved Sommer-OL 2020 i Tokyo fandt sted den 27. juli på Tokyo International Forum. Dette var den første olympiske konkurrence på 59 kg nogensinde, efter at vægtkategorierne er blevet reorganiseret.

## Resultater
| Placering | Atlet                 | Nation          | Gruppe | Krops vægt | Snatch (kg) | Snatch (kg) | Snatch (kg) | Snatch (kg) | Clean & Jerk (kg) | Clean & Jerk (kg) | Clean & Jerk (kg) | Clean & Jerk (kg) | Total  |
| Placering | Atlet                 | Nation          | Gruppe | Krops vægt | 1           | 2           | 3           | Result      | 1                 | 2                 | 3                 | Result            | Total  |
| --------- | --------------------- | --------------- | ------ | ---------- | ----------- | ----------- | ----------- | ----------- | ----------------- | ----------------- | ----------------- | ----------------- | ------ |
| 1         | Kuo Hsing-Chun        | Kinesisk Taipei | A      | 58.65      | 100         | 103         | 103         | 103 OR      | 125               | 133               | 141               | 133 OR            | 236 OR |
| 2         | Polina Guryeva        | Turkmenistan    | A      | 58.95      | 93          | 95          | 96          | 96          | 116               | 119               | 121               | 121               | 217    |
| 3         | Mikiko Ando           | Japan           | A      | 58.70      | 92          | 94          | 96          | 94          | 116               | 120               | 120               | 120               | 214    |
| 4         | Dora Tchakounté       | Frankrig        | A      | 58.55      | 93          | 96          | 98          | 96          | 112               | 117               | 120               | 117               | 213    |
| 5         | Hoàng Thị Duyên       | Vietnam         | A      | 58.65      | 95          | 95          | 98          | 95          | 113               | 119               | 119               | 113               | 208    |
| 6         | Yusleidy Figueroa     | Venezuela       | A      | 58.80      | 88          | 88          | 91          | 91          | 115               | 120               | 125               | 115               | 206    |
| 7         | Izabella Yaylyan      | Armenien        | A      | 58.15      | 90          | 95          | 97          | 95          | 110               | 115               | 115               | 110               | 205    |
| 8         | Zoe Smith             | Storbritannien  | A      | 58.95      | 87          | 87          | 91          | 87          | 113               | 116               | 119               | 113               | 200    |
| 9         | Tali Darsigny         | Canada          | B      | 59.00      | 86          | 88          | 90          | 90          | 106               | 109               | 109               | 109               | 199    |
| 10        | Sabine Kusterer       | Tyskland        | B      | 58.70      | 88          | 90          | 91          | 91          | 107               | 107               | 109               | 107               | 198    |
| 11        | Maria Grazia Alemanno | Italien         | B      | 58.95      | 85          | 88          | 89          | 85          | 100               | 105               | 105               | 100               | 185    |
| 12        | Erika Yamasaki        | Australien      | B      | 58.75      | 75          | 78          | 78          | 75          | 95                | 100               | 100               | 95                | 170    |
| –         | Magdeline Moyengwa    | Botswana        | B      | 58.05      | 65          | 70          | 70          | 70          | 80                | 80                | 80                | –                 | –      |
| –         | Alexandra Escobar     | Ecuador         | A      | 58.75      | 95          | 95          | 95          | –           | –                 | –                 | –                 | –                 | –      |